# Roderich von Stotzingen
Roderich Freiherr von Stotzingen (* 1. Mai 1822 in Steißlingen; † 23. März 1893 ebenda) war ein badischer Gutsbesitzer und Politiker.

## Leben
Roderich von Stotzingen besuchte von 1832 bis 1840 die Lyzeen in Konstanz und Mannheim. Anschließend studierte er in Heidelberg, Freiburg und Berlin. Später übernahm er die Bewirtschaftung seiner Güter Steißlingen und Wiechs.
Von 1851 bis 1866 war er Mitglied der Ersten Kammer der Badischen Ständeversammlung und von 1868 bis 1870 gehörte er als Abgeordneter des Wahlkreises Baden 1 (Konstanz, Überlingen, Stockach) dem Zollparlament an, wo er die großdeutsche Richtung vertrat. Roderich von Stotzingen gilt als Mitbegründer des politischen Katholizismus in Baden.
Er war verheiratet mit Caroline Marie Gräfin von Rechberg und Rothenlöwen zu Hohenrechberg (1842–1926).
Der älteste Sohn Albrecht von Stotzingen (1864–1938) setzte das politische Werk des Vaters fort. Der jüngere Sohn Fidelis von Stotzingen (1871–1947) war Benediktiner und von 1901 bis 1913 Abt des Klosters Maria Laach; von 1913 bis 1947 amtierte er als Abtprimas der Benediktinischen Konföderation (Oberhaupt aller Benediktiner weltweit).